# Франческо ди Джорджо

Франческо ди Джорджо. Автопортрет (?) с двумя фигурами. Ок. 1490. Пергамент, сепия, перо, гуашь, кисть. Метрополитен-музей, Нью-Йорк

Франческо ди Джорджо Мартини (итал. Francesco di Giorgio Martini; 23 сентября 1439, Сиена — 29 ноября 1501, Сиена) — итальянский живописец, скульптор, архитектор, изобретатель и военный инженер эпохи Возрождения. Представитель сиенской школы живописи.
Франческо ди Джорджо был влиятельной фигурой в искусстве Сиены второй половины XV века. Его разносторонне одарённая творческая натура проявила себя в разных областях изобразительного искусства, а его деятельность во многих искусствах и науках и универсальность мышления стали примером для молодого Леонардо да Винчи. Он был старше Леонардо на тринадцать лет, поэтому его справедливо считают предшественником великого мастера. Франческо ди Джорджо восславил Джованни Санти в стихах, написанных в честь герцога Федериго да Монтефельтро, а историк искусства Джорджо Вазари оставил его краткую биографию.

## Биография
Франческо родился в Сиене в 1439 году (согласно архивным документам, был крещён 23 сентября 1439 года) в семье Джорджо ди Мартино дель Вива, чиновника, занимавшего невысокую должность в городской администрации. Судя по сохранившимся налоговым декларациям, семья была скромной, но достаточно обеспеченной. Возможно, именно благодаря отцу будущий инженер и художник смог познакомиться с сиенским нотариусом Мариано ди Якопо (по прозванию Таккола («галка»), работавшим университетским секретарём, чьи исследования в области механики послужили источником вдохновения для теоретических работ, которые Франческо ди Джорджо напишет позднее.
Общепризнанной является версия, что в начале 1460-х годов Франческо поступил в мастерскую Веккьетты, сиенского живописца, скульптора и военного архитектора. Эта версия основана на стилевой близости их произведений, хотя никаких подтверждающих документов не обнаружено. Вероятно, в мастерской Веккьетты он познакомился с Нероччо де Ланди, с которым в течение ряда лет будет сотрудничать, организовав «Сообщество в искусстве живописи» (Societas in arte pictoria). Их совместная деятельность началась, по меньшей мере, в 1467 году и продолжалась до 1475 года, когда Франческо ди Джорджо стал работать самостоятельно, хотя это не исключало, что в дальнейшем он мог сотрудничать с Нероччо.

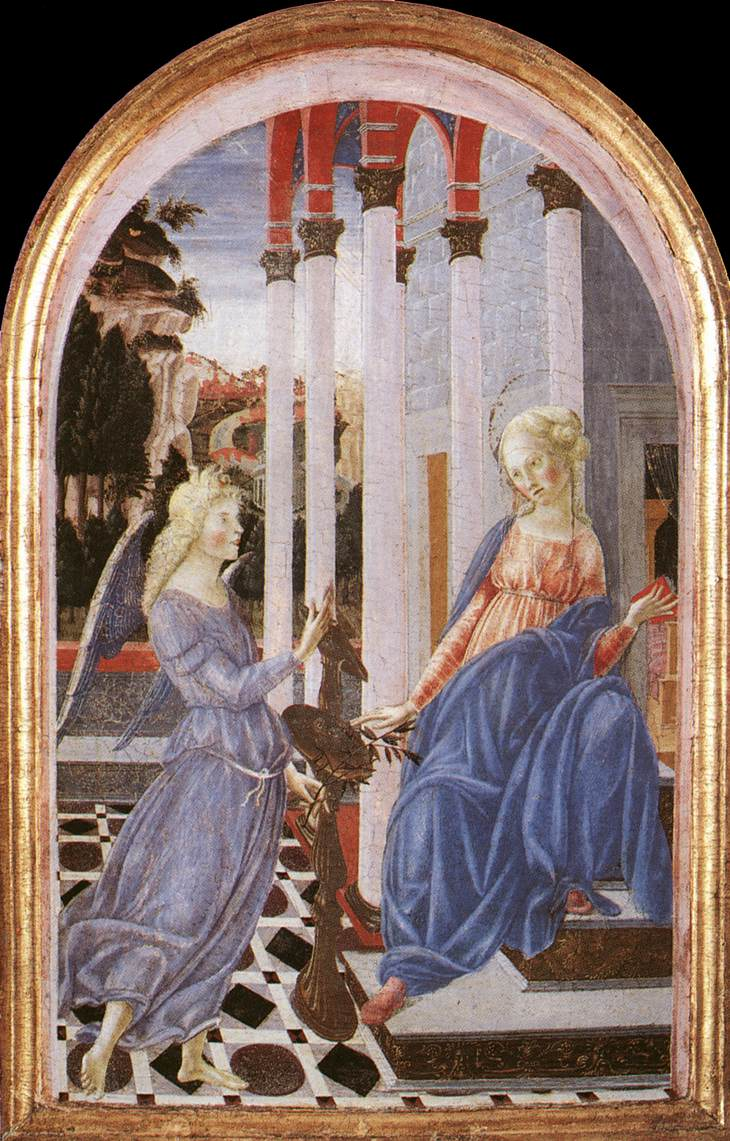
Франческо ди Джорджо. Благовещение. 1471. Дерево, темпера, масло. Пинакотека, Сиена

Первые живописные произведения Франческо датируются 1458—1460 годами (три небольших панели из сиенской пинакотеки и таволетта, деревянная обложка книги, для сиенского казначейства). Документ от 1460 года, сохранившийся в архиве сиенского собора, упоминает имя «Франческо» наряду с Веккьеттой и Бенвенуто ди Джованни, хотя полной уверенности, что это именно Франческо ди Джорджо, документ не даёт. В архивной ведомости от 1465 года сообщается о том, что «dipintore» (живописцу) Франческо выплачено 12 лир за статую Иоанна Крестителя.
Наряду с живописью и скульптурой в 1460-е годы Франческо совершенствовался в инженерном и строительном деле, и в апреле 1469 года получил назначение на важную должность «опреатора добычи» (operaio dei bottini), в служебные обязанности которого входила инспекция системы водоснабжения Сиены, наблюдение за состоянием подземных вод, колодцев, трубопроводов, мостов, а также устройство фонтанов, которыми он порадовал жителей Сиены во время городских фестивалей в 1470 и 1471 годах. Франческо ди Джорджо и его коллеге Паоло д’Андреа (который, предположительно, тоже был художником) сиенское правительство поручило в течение трёх лет увеличить водные запасы Сиены. Большие суммы денег, которые он получил за деятельность на этом поприще (в 1469 году 3200 лир, и в 1472 году 3200 лир) свидетельствуют о важности его работ для сиенского правительства, а также о высоком положении Франческо в сиенском обществе. Он стал человеком, чьё имя было известно за пределами Сиены.

Франческо ди Джорджо. Атлант. Ок. 1472—1475. Бумага, перо, сепия. Музей Герцога Антона Ульриха, Брауншвейг. На рисунке изображена астрологическая схема соотношения Неба и Земли

3 ноября 1467 года Франческо женился на Кристофане ди Кристофано ди Компаньятико, однако быстро стал вдовцом (предполагают, что супруга умерла во время родов). Вскоре после этого (в 1469 году) Франческо вновь женился, на сей раз, на кузине своего компаньона Нероччо де Ланди — Аньезе ди Бенедетто Ланди дель Поджо, зажиточная семья которой принадлежала партии «Новеско». Приданое невесты составило 300 флоринов. Вторая жена Франческо родила девять детей, большей частью дочерей, одна из которых ушла в монастырь.
В 1472 году Франческо ди Джорджо завершил гидротехнические работы в Сиене, и до 1475 года, когда он оставил сотрудничество с Нероччо де Ланди, архивные документы ничего о нём не сообщают. В налоговом реестре от 1472 года есть сообщение, что Франческо жил на Виа ди Саликотто, за площадью дель Кампо, однако документ от 1477 года свидетельствует, что к тому времени он перебрался в более престижный район Сиены — Пьяцца Сан-Джованни.
Вскоре Федериго да Монтефельтро, герцог Урбино, пригласил мастера к себе на службу. 1477-м годом помечено письмо, пришедшее из Урбино, в котором выражается просьба «…применить свой интеллект для проведения великолепной реконструкции». В Урбино Франческо отправился со своим другом и помощником Якопо (Джакомо) Коццарелли. Франческо ди Джорджо стал для герцога «доверенным советником», и за годы, проведённые у Федериго, ему пришлось выполнять самые разные поручения; он работал в Соборе Урбино, в герцогском замке, строил фортификационные сооружения, придумывал различные военные машины, а также выполнял дипломатические миссии, и даже занимался шпионажем. Его служба при дворе продолжалась до самой смерти Федериго да Монтефельтро, наступившей в 1482 году. Именно во время службы при дворе герцога о Франческо пошла слава по всей Италии, после чего его стали приглашать «применить свой интеллект» герцог Калабрии Альфонсо, правитель Флоренции Лоренцо Великолепный и герцог Милана Джангалеаццо Сфорца.
В 1481 году Франческо по прежнему фигурировал в налоговых реестрах как гражданин Сиенской республики и житель округа Сан-Джованни, однако через два года его имя из реестров исчезает. В налоговом документе от 1483 года его помощник, скульптор и архитектор Якопо Коццарелли, сообщал, что вместе с Франческо ди Джорджо находился в Урбино в связи с некими работами.
В неустойчивых политических обстоятельствах, сложившихся в Сиене в 1480-е годы, в судьбе Франческо произошли драматические перемены. Он был обвинён в том, что выдал врагам Сиены секреты военных сооружений, изгнан из города, а его имущество было конфисковано. В 1483 году, находясь в Урбино, Франческо написал письмо, в котором доказывал свою невиновность. Между 1482 годом, когда герцог Калабрии Альфонсо вынужден был оставить Сиену, и 1487 годом, когда к власти в Сиене пришла олигархия и партия Новеско, Франческо не хотелось возвращаться в родной город. Он вернулся туда в конце 1487 года не только потому, что родня его супруги принадлежала пришедшей к власти партии, но и потому, что новое правительство приложило усилия к его возвращению и предложило ему в качестве помощи 1000 флоринов. Франческо с семьёй вернулся в Сиену в тот же дом на Пьяцца Сан-Джованни, где он уже теперь числился жителем до самой смерти в 1501 году, а его имя в 1488 году вновь появляется в налоговых реестрах с пометкой «ingegniere», то есть «инженер». Он был для сиенского правительства весьма нужным специалистом, поскольку курировал важнейшие городские объекты — фортификационные сооружения, плотины и мосты, а также горные работы.
Кроме того, он выполнял различные правительственные поручения, как в области финансов, посредством участия в различных совместных деловых проектах, так и в области дипломатии, которая всегда тесно связана с шпионажем. С конца лета 1487 года архивы свидетельствуют о его постоянных поездках с целью осмотра сооружений и инженерных консультаций по всей Италии, так что в Сиене он практически не жил. Но, по всей вероятности, его консультации и осмотры происходили не без важных сведений, полученных в итоге сиенским правительством.

Алтарь капеллы Бичи. Реконструкция. Статуя Святого Христофора работы Франческо ди Джорджо и картины алтаря Луки Синьорелли. Церковь Сант-Агостино, Сиена

В 1490 году Франческо отбыл в Милан к герцогу Джангалеаццо Сфорца. Сиенская республика поддерживала добрые отношения с миланским правителем, и разрешение на отъезд Франческо дипломатически интерпретировалось как «дружеский жест». В Милане он принял участие в строительстве Собора, дав ценные советы, касающиеся возведения купола. При дворе Сфорца Франческо познакомился с Леонардо да Винчи, с которым у него завязались дружеские отношения. Они вместе ездили в Павию, куда Франческо был приглашён для консультаций по поводу постройки собора. Самая распространённая гипотеза утверждает, что увлечение Леонардо конструированием разнообразных машин, развитие его инженерной мысли было следствием долгих бесед с Франческо ди Джорджо.
В 1491 году мастера пригласил Альфонсо, герцог Калабрии, для работ в Неаполе, где Франческо был привлечён к строительству фортификаций вокруг Кастель-Нуово. Несмотря на то, что Альфонсо не числился среди друзей Сиенской республики, отъезд Франческо на сей раз не имел никаких отрицательных последствий.
Затем мастер вновь возвратился в Сиену и работал в Сиенском соборе. В 1495—1497 годах Франческо создал для собора бронзовые скульптуры ангелов. С 1498 года и до своей смерти в 1501 году он служил в должности «сapomaestro» (главного мастера), в обязанности которого входило решение всех художественных и строительных вопросов.
Франческо ди Джорджо скончался в окрестностях Сиены в ноябре 1501 года, обласканный уважением и почётом жителей республики, а также личной дружбой правителя Сиены Пандольфо Петруччи.
Архивные документы сообщают, что после его смерти большое количество наследников не смогло поделить оставшееся от Франческо имущество. В итоге оно было продано в два приёма, и выручка, составившая в сумме 1000 флоринов, впоследствии была поделена между наследниками.

## Архитектура
Согласно Леону Баттиста Альберти, идеальный архитектор эпохи Возрождения обязан быть человеком универсальным; он не только должен обладать обширными знаниями в самых разных науках и искусствах, но и быть способным всю эту сумму знаний применить в научной разработке архитектурных проектов. Именно таким архитектором был Франческо ди Джорджо.

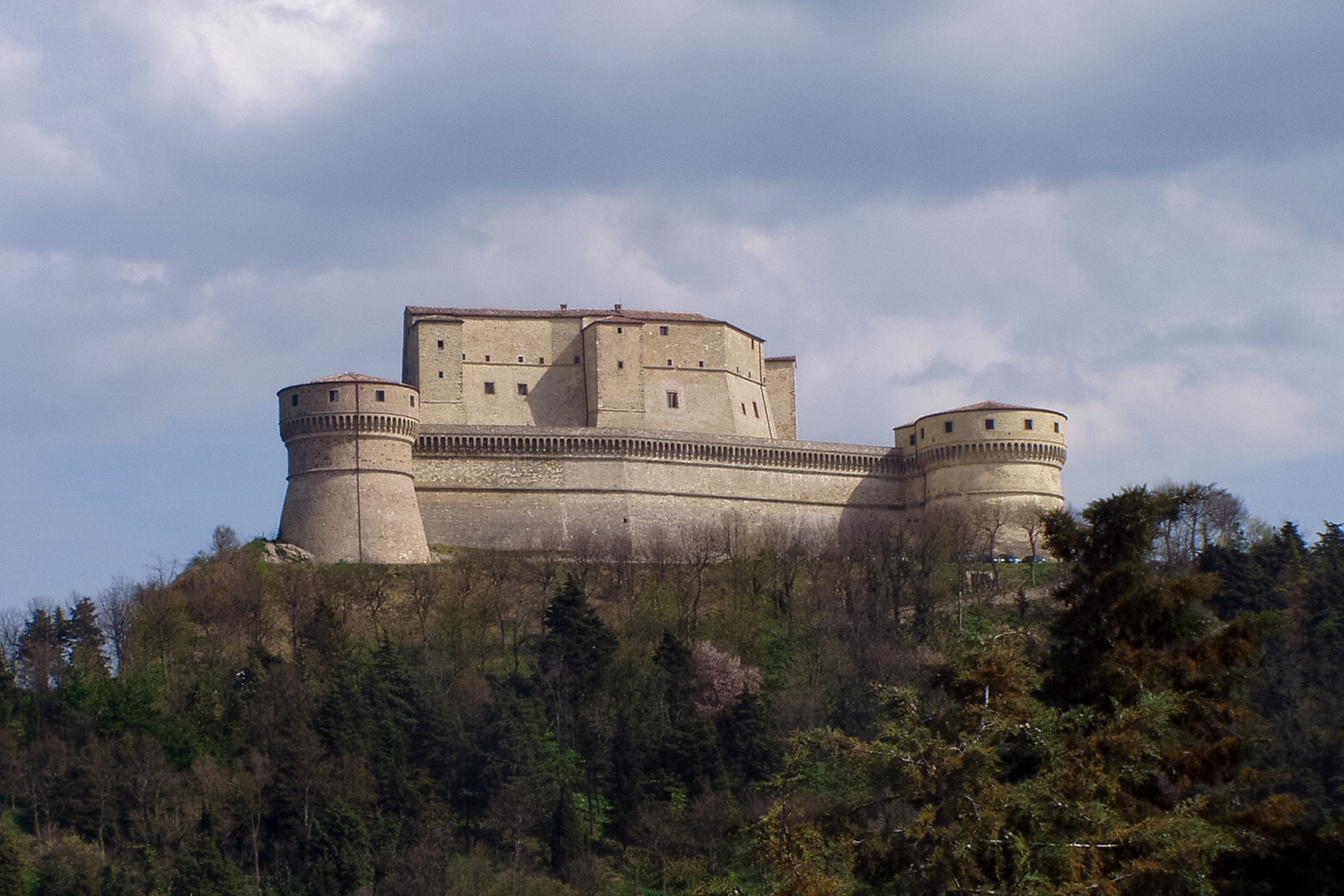
Замок Сан-Лео, Марке

На протяжении своей жизни он участвовал во множестве строительных проектов, но не все результаты его трудов сохранились. Вероятно, первым опытом Франческо в качестве архитектора было участие в строительстве небольшой церкви Санта-Мария-делле-Неви, расположенной в центральной части Сиены. По всей вероятности, он также участвовал в работах по расширению базилики Сан-Франческо в Сиене, проводившихся в 1475—1482 годах. В 1474 году он строил герцогский дворец в Меркателло, 1476 году возводил городскую ратушу в Кальи, в 1486 году строил дворец синьории в Ези, далее, герцогский дворец в Урбании, Дворец Старейшин в Анконе.
Во время службы при дворе герцога Урбино Федериго да Монтефельтро Франческо участвовал в реконструкции и внутреннем оформлении его дворца, построил в окрестностях Урбино собор, монастырь и церковь Сан-Бернардино, а также монастырь клариссинок и церковь Санта-Кьяра (Св. Клары), участвовал в строительстве и оформлении интерьера герцогской резиденции в Губбио. Кроме этих основных работ, он построил множество фортификационных сооружений на всей территории, контролируемой герцогом Урбино, и в 1480 году довольный Федериго именовал его не иначе как mio dilettisimo architetto («мой дражайший архитектор»).

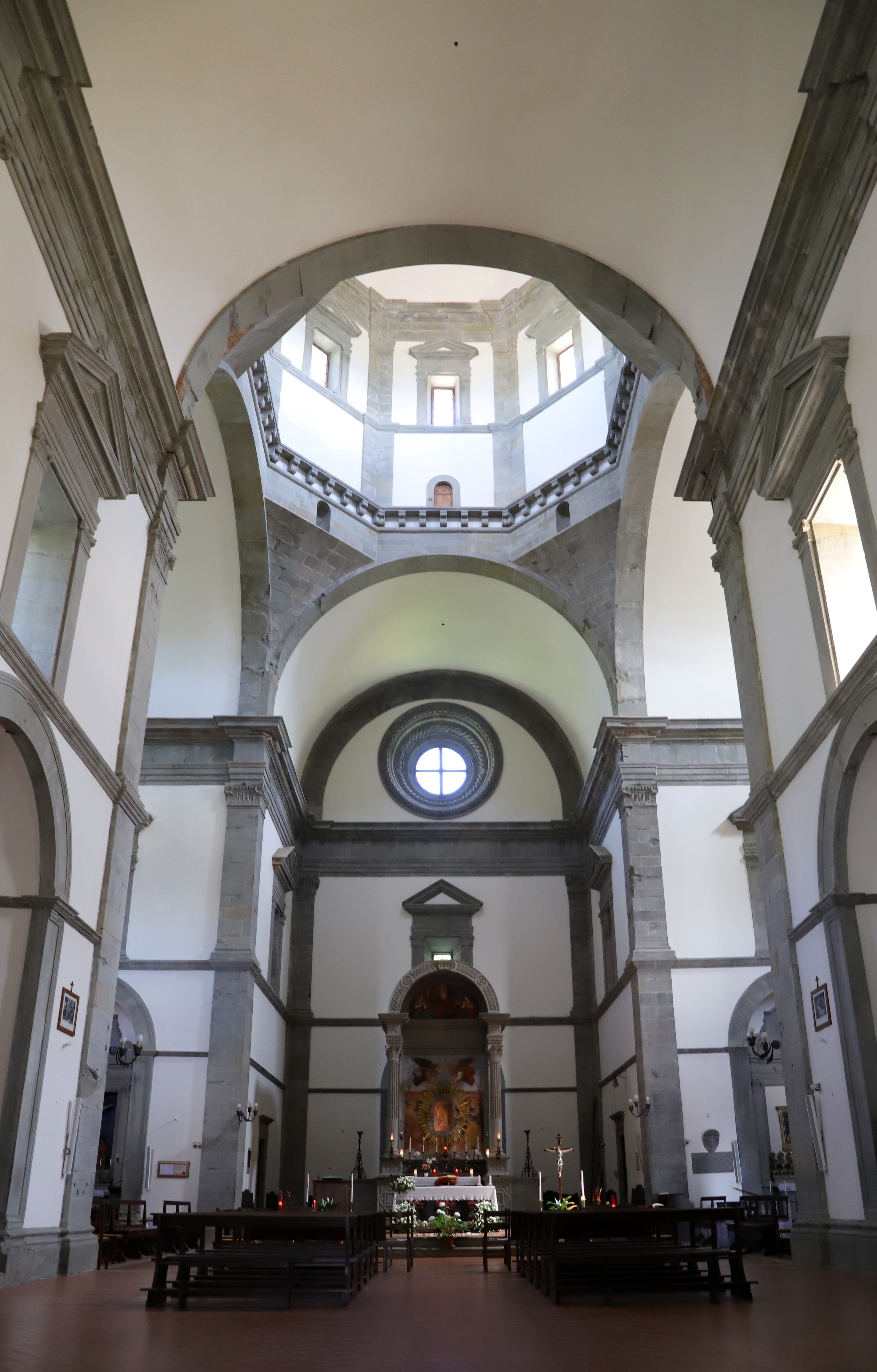
Интерьер церкви Санта-Мария-делле-Грацие-аль-Кальчинайо в Кортоне

Настоящим шедевром среди архитектурных произведений мастера является церковь Санта-Мария-делле-Грацие-аль-Кальчинайо, построенная в Кортоне. Она была начата в 1485 году, в основном завершена в 1515 году, уже после смерти Франческо, и отличается ясностью внешних форм и гармонией внутреннего пространства. Строительство велось на пересечённой местности, на склоне, по которому протекал ручей. Франческо создал инженерный проект, позволивший решить все проблемы, следил за строительством, но окончания его дождаться мастеру не удалось. Впоследствии здание церкви было перестроено.
В 1493 году Франческо ди Джорджо принял участие в проектировании и строительстве церкви Сан-Себастьяно в Валлепьятта, под Сиеной, а в 1489—1495 годах строил Палаццо делла Канцелариа в Риме. Однако кроме гражданской и церковной архитектуры, он занимался архитектурой военной, в проектировании которой особенно преуспел, и потому был желанным гостем для многих правителей. Он построил или перестроил множество крепостей. В одной только провинции Марке таких объектов насчитывают одиннадцать. Среди них построенный на скале укрепленный замок Сан-Лео и крепость в Сассокорваро.
Итогом его строительного опыта и размышлений стал трактат «Гражданская и военная архитектура» (итал. Trattato di architettura civile e militare). В этом труде Франческо ди Джорджо опирался как на классическую римскую архитектуру — идеи Витрувия, так и на современные достижения, включая инженерное дело и теорию перспективы. Трактат был создан приблизительно в 1482—1486 годах, и снабжён рисунками, сделанными рукой автора. Впервые опубликован в 1841 году.

## Скульптура

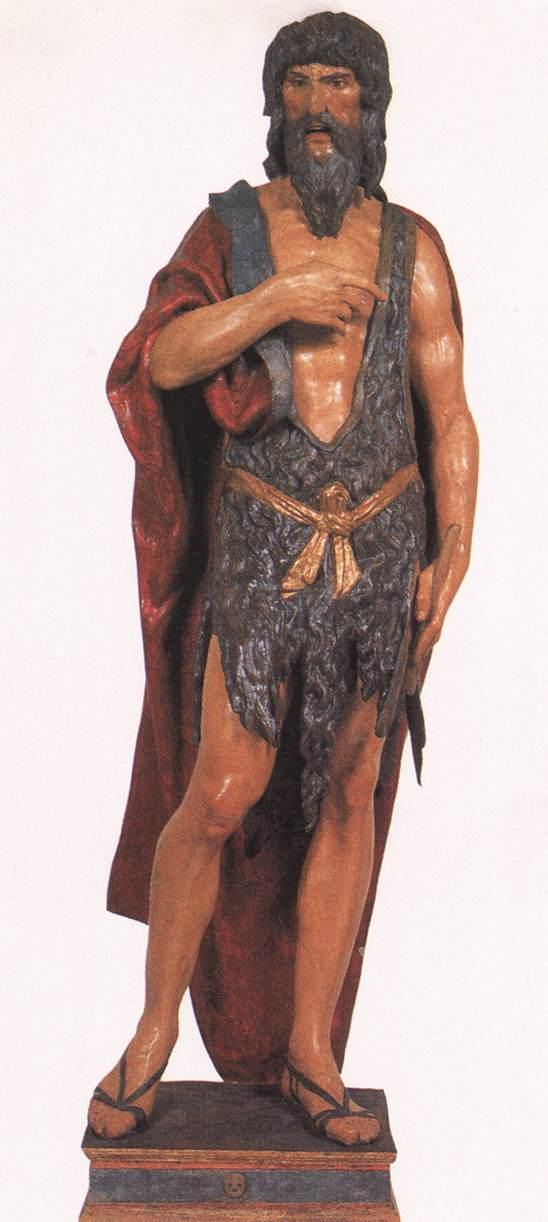
Франческо ди Джорджо. Иоанн Креститель. 1464. Дерево, роспись. Музей произведений искусства собора, Сиена

Творчество Франческо ди Джорджо как скульптора развивалось влиянием выдающегося флорентийца Донателло. Этот замечательный мастер два раза приезжал в Сиену. В свой первый приезд (1427—1429) он создал бронзовые скульптуры и рельеф для сиенского Баптистерия. В 1457 году Донателло отлил для сиенского Собора бронзовую фигуру Иоанна Крестителя. Его произведения вдохновляли многих сиенских художников.
Скульптуры Франческо ди Джорджо немногочисленны. Вероятно, первым его произведением такого рода была полихромная деревянная статуя Иоанна Крестителя (1464, Сиенский собор). Исследователи считают, что она создана под впечатлением от бронзовой статуи Иоанна Крестителя, которую Донателло отлил для того же собора семь лет назад. Вторая деревянная статуя, «Святой Христофор», была создана мастером в 1488—1490-х годах (Лувр, Париж), она была частью алтарной композиции, созданной совместно с Лукой Синьорелли. От работы Франческо ди Джорджо сохранилось также несколько бронзовых барельефов: «Пьета» в церкви Кармине в Венеции (1477), «Бичевание Христа» в галерее Перуджи (ок. 1480), «Святой Иероним в пустыне» (1485) и «Суд Париса» (1475—1485) в Национальной галерее искусства, Вашингтон, а также стукковый рельеф «Аллегория несогласия» из музея Виктории и Альберта, Лондон (ок. 1480) и терракотовый полихромный рельеф «Мадонна с Младенцем и ангелами» из церкви Сан-Себастьяно-ин-Валлепьятта под Сиеной (ок. 1474). В рельефах ощущается влияние Андреа дель Верроккьо. Кроме того, он изготавливал бронзовые медали с изображением различных правителей и святых.
Наибольшую славу Франческо принесли два ангела, отлитые для Сиенского собора (1495—1497). В фигурах ангелов ощущается такая лёгкость, словно они выполнены не из бронзы (лёгкость и «невесомость» вообще присущи многим созданным им фигурам). В этих произведениях Франческо не уступает Донателло. Однако следует учитывать, что поздние произведения мастера, как правило, создавались в тесном сотрудничестве со скульптором Джакомо Коццарелли, который с удовольствием принимал участие в проектах своего более талантливого друга. Словом, бронзовые ангелы из сиенского собора, равно как и деревянная фигура Святого Христофора из Лувра (1488—1490) стали результатом их совместного творчества. Ещё одна работа, бронзовая скульптура «Обнажённый со змеёй» (1490—1495) находится в музее Альбертинум в Дрездене .

## Живопись

Святая Доротея. Ок. 1460. Дерево, темпера, золочение. Национальная галерея, Лондон

Занятия Франческо ди Джорджо инженерией, архитектурой и проектированием интерьеров были делом более значительным и важным, чем занятия живописью. Правители Неаполя, Урбино, Мантуи и Феррары приглашали ко двору в основном архитекторов и инженеров. Для Франческо, начавшего свою деятельность в качестве живописца, было важно достичь мастерства в инженерном и архитектурном искусствах, однако занятий живописью он не оставлял до последних дней. Более того, сами заказчики, зная о его инженерном и архитектурном статусе, продолжали заказывать произведения живописи.
Его ученичество в мастерской Веккьетты считается почти несомненным. Вазари, в «Жизнеописаниях наиболее знаменитых живописцев, ваятелей и зодчих», изданных в 1568 году, сообщает об их совместной работе. Раннее творчество Франческо ди Джорджо представлено небольшим количеством произведений. Вероятно, самым первым были три небольших панели для свадебного сундука — кассоне: «Сусанна и старцы», «Жена Потифара искушает Иосифа» и «Иосиф и его братья» (1458, Пинакотека, Сиена и Институт Уэлкам, Лондон). В них видно сильное влияние Веккьетты. Другим примером раннего творчества Франческо является портативная икона «Святая Доротея» (ок. 1460, Национальная галерея, Лондон). Трогательный образ святой мученицы ведущей за руку младенца Христа с корзиночкой цветов, вероятно, брали с собой в дорогу для совершения молитв вне дома. К ранним произведениям также относят «Проповедь Святого Бернардина» (1462—1463, Галерея Уолкера, Ливерпуль), где художник выстроил сцену, математически выверив перспективу, и несколько маленьких деревянных панелей с изображениями францисканских аллегорий, которые хранятся в разных коллекциях. К 1460-м годам причисляют также небольшую «Мифологическую сцену» из собрания Бернарда Беренсона (Сеттиньяно, Вилла Татти), «Наложение ярма послушания» (Старая пинакотека, Мюнхен), панель кассоне «Триумф Целомудрия» (Между 1463 и 1468, Музей Пола Гетти, Лос-Анджелес), маленькое «Рождество» из собрания Кресса (1460—1465, Музей Хай арт, Атланта), и миниатюру фронтисписа манускрипта «De animalibus», которую одни исследователи считают выполненной в 1463 году, другие в 1470.

Франческо ди Джорджо. Мадонна дель Терремото (Мадонна, защищающая Сиену от землетрясений). 1467. Таволетта Бикерны. Дерево, темпера. Городской архив, Сиена

К этому периоду относятся также три таволетты, расписанные Франческо для сиенского казначейства, Биккерны — «Папа Пий II посвящает в епископы Франческо Пикколомини Тедескини» (1460), «Коронование Пия II» (1460—1462) и «Мадонна дель Терремото» (или «Мадонна, защищающая Сиену от землетрясений» 1467—1468) — все хранятся в городском архиве Сиены. Особенно любопытно последнее произведение. Согласно хроникам, в августе — сентябре 1467 года в Сиене произошло землетрясение, и перепуганные жители вынуждены были жить в лагере за городскими стенами. Хронист Джироламо Джильи утверждал, что сама Мадонна устроила это несчастье (тогда подобные природные катаклизмы считали наказанием божественных сил за человеческие грехи, которое можно устранить молитвой). Однако сразу после землетрясения Мадонна чудесным образом явилась в кроне дуба недалеко от Витербо. Сиенцы расценили это как знак божественной защиты их города, и отправили в Витербо делегацию из представителей лучших фамилий с дарами. Эти события и послужили источником для создания произведения. Исследователи усмотрели в картине участие какого-то помощника Франческо, и высказывают мнение, что самому мастеру принадлежит только замысел, но выполнена она одним из сотрудников мастерской.

Коронование Девы Марии. 1472—1473. Дерево, темпера. Пинакотека, Сиена

Стиль (искусство) Стиль живописи Франческо ди Джорджо в 1470—1480-х годах значительно отличается от стиля его ранних работ. В 1467 году он вместе с Нероччо де Ланди организовал мастерскую (Societas in arte pictoria), в которой кроме них работали разные сиенские художники. В документах 1470—1480-х годов фигурируют имена Лотто ди Доменико, Антонио ди Капитоло и Джакомо Коццарелли. Исследователи обратили внимание, что картины, лично написанные Франческо, и другие ему приписанные, вышедшие из мастерской, имеют существенные различия. Особенно заметна разница между его более «флорентийской» скульптурой и более «сиенской» живописью. Итальянский историк искусства Лучано Беллози в 1993 году разрешил это противоречие, высказав гипотезу (которая ныне стала общепринятой), что «боттега» то есть мастерская Франческо была организована иначе, чем иные ренессансные мастерские, в которых глава участвовал в создании картины от начальной стадии до её завершения. Франческо, по всей вероятности, придумывал только общую композицию картины, а выполнение поручалось кому-то из его менее искусных помощников. Одного из них окрестили Fiduciario (Фидучьярио, то есть фидуциар, доверенный помощник), поскольку манера его письма постоянно обнаруживается в картинах мастерской.

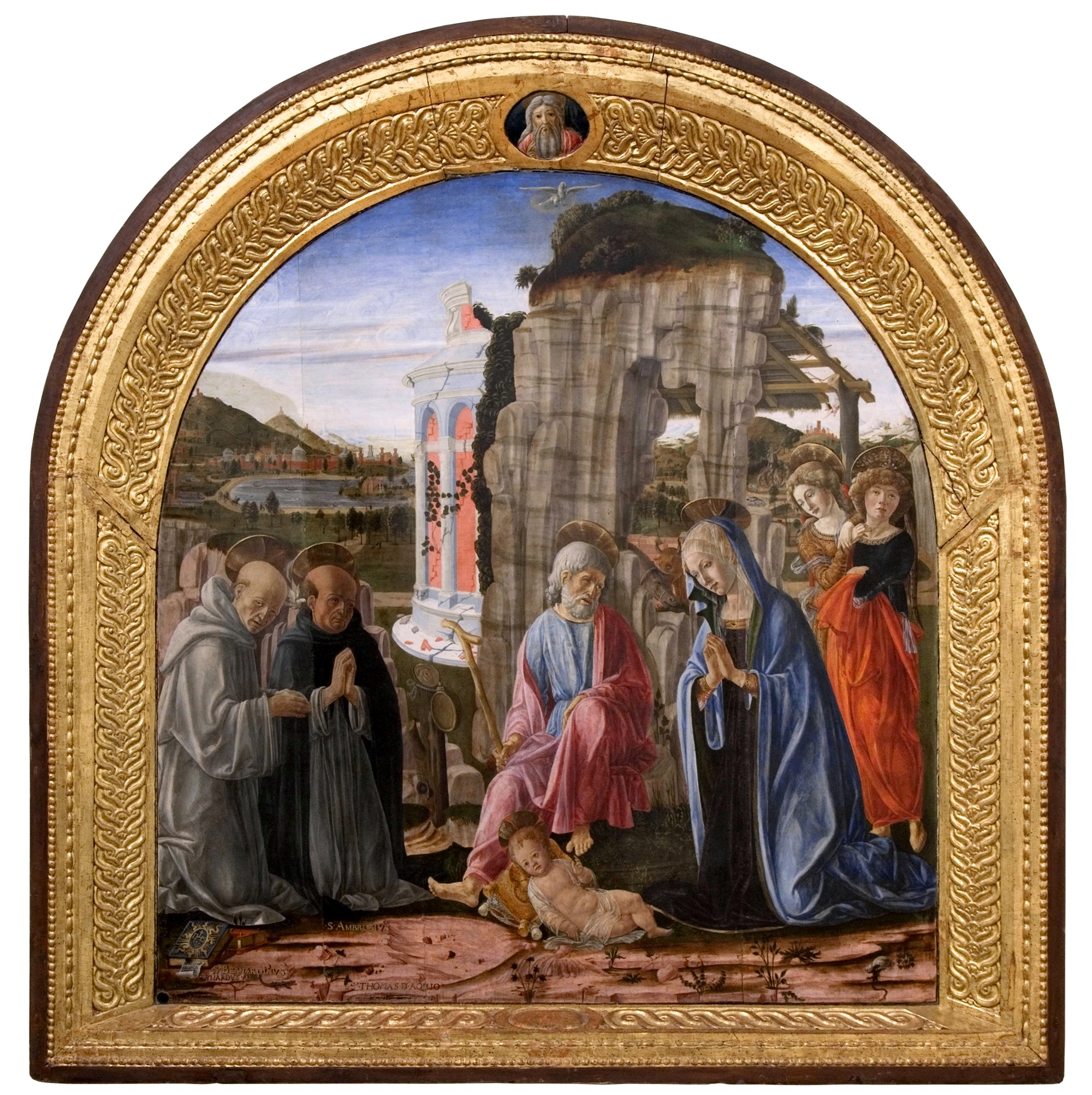
Рождество. 1475. Дерево, темпера. Пинакотека, Сиена

В 1470—1471 годах Франческо ди Джорджо вместе с Лотто ди Доменико работал в новой церкви Оспедале Санта-Мария-делла-Скала. Там они создали кессонированный потолок, и написали фреску «Коронование Девы Марии» (позднее утрачена). Тема «Коронование Девы Марии» вновь появляется в большой картине, написанной в 1472—1474 годах для церкви Монте-Оливето-Маджоре (ныне в сиенской Пинакотеке). Композицию Франческо позаимствовал из гравюры известного флорентийского ювелира и гравёра Томмазо Финигуэрры, а фигура Бога Отца в картине выдержана в стиле, характерном для живописи Либерале да Верона, с которым, возможно, Франческо ди Джорджо также участвовал в каких-то проектах. Эта картина, как и некоторые иные его произведения, например «Благовещение» (1471, Пинакотека, Сиена), демонстрируют различия между замыслом мастера и его исполнением помощниками.
В 1475 году оливетские монахи из монастыря Сан-Бенедетто заказали Франческо алтарную картину «Рождество» (Пинакотека, Сиена). В контракте специально оговаривалось, что Франческо ди Джорджо должен принять в её создании непосредственное участие и картина должна быть выполнена качественно. В сцене Рождества он написал все основные фигуры переднего плана — в них видна превосходная игра света и тени, почерпнутая у Верроккьо и старых нидерландских мастеров, однако остальные части картины были оставлены для завершения сотрудникам мастерской. В итоге она была закончена только в 1480 году. В картине заметно противоречие между превосходным, со знанием последних флорентийских новаций, выполнением фигур, и слабо написанным пейзажем.
В 1477 году художник отправился ко двору Федерико да Монтефельтро, у которого работали Пьеро делла Франческа, Педро Берругете и Фра Карневале. Он оставался там почти десять лет, не только осуществляя архитектурные проекты, но и работая в качестве проектировщика в современном смысле этого слова: он создавал внутреннее пространство залов герцогских дворцов. К таким работам относится, например, находящиеся в нью-йоркском Метрополитен-музее панели стен и великолепный потолок из несохранившегося «студиоло» (комнаты для интеллектуальных занятий) герцогского палаццо в Губбио. Студиоло создавалось в 1479—1482 годах. Иногда его называют студиоло Гвидобальдо (по имени сына герцога). В нижних частях панно в стиле «обманок» и в технике деревянной интарсии изображены решётчатые дверцы шкафов, как-бы частично приоткрытые, указывающие на интерес художников того времени к линейной перспективе. В шкафах выставлены предметы, отражающие широкие художественные и научные интересы герцога Федерико, а изображения книг напоминают о его обширной библиотеке. Верхняя часть стен была оформлена живописью. Также представлены гербы Монтефельтро. Эта комната была спроектирована Франческо ди Джорджо Мартини и выполнена Джулиано да Майано. Однако ещё в XVII столетии панели студиоло оказались разрозненными. Лишь небольшая часть сохранилась до наших дней.

Сципион Африканский. Oк. 1493. Дерево, темпера. Музей Барджелло, Флоренция

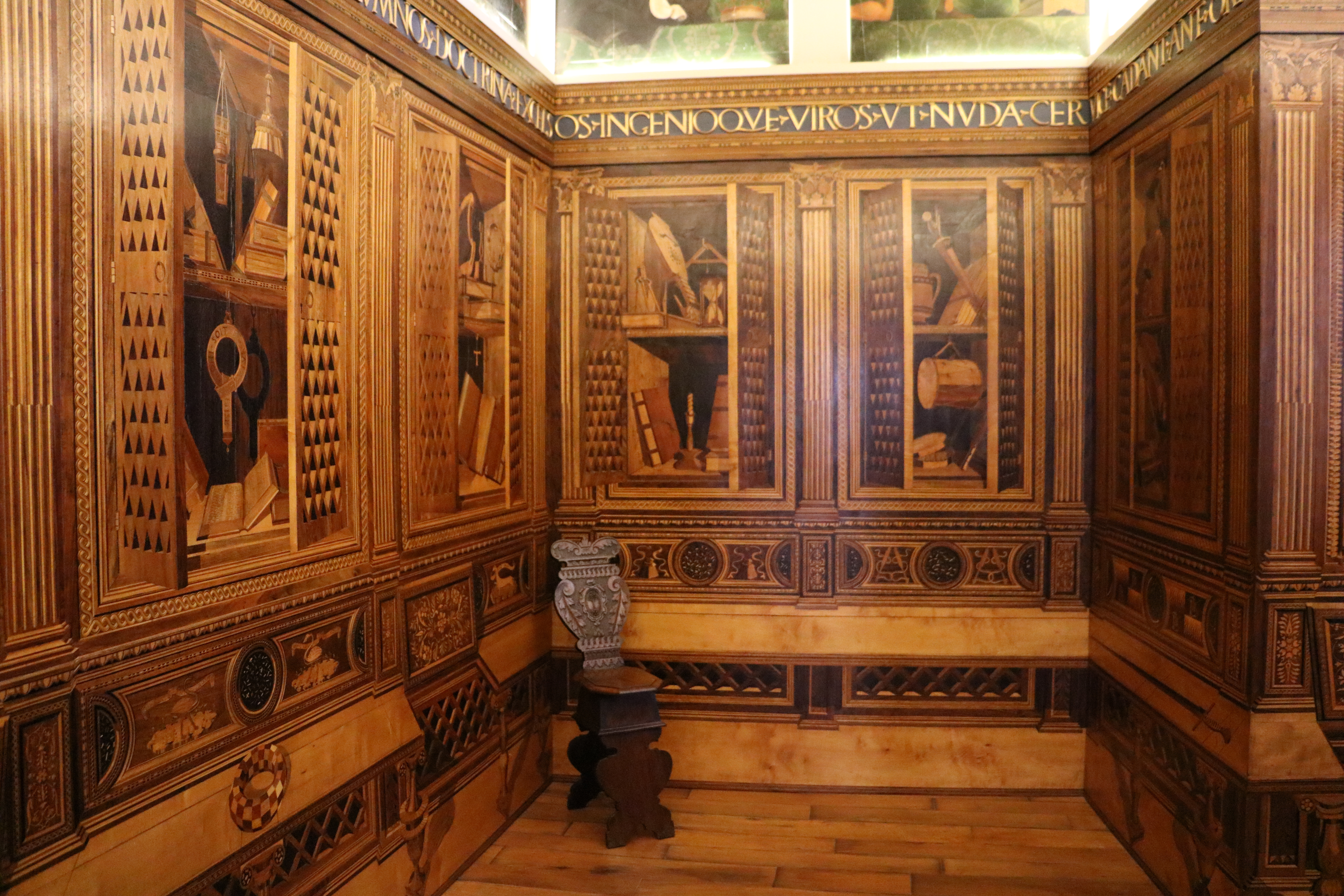
Студиоло Гвидобальдо да Монтефельтро герцогского дворца в Губбио. 1479–1482. Воссоздание в Метрополитен-музее в Нью-Йорке
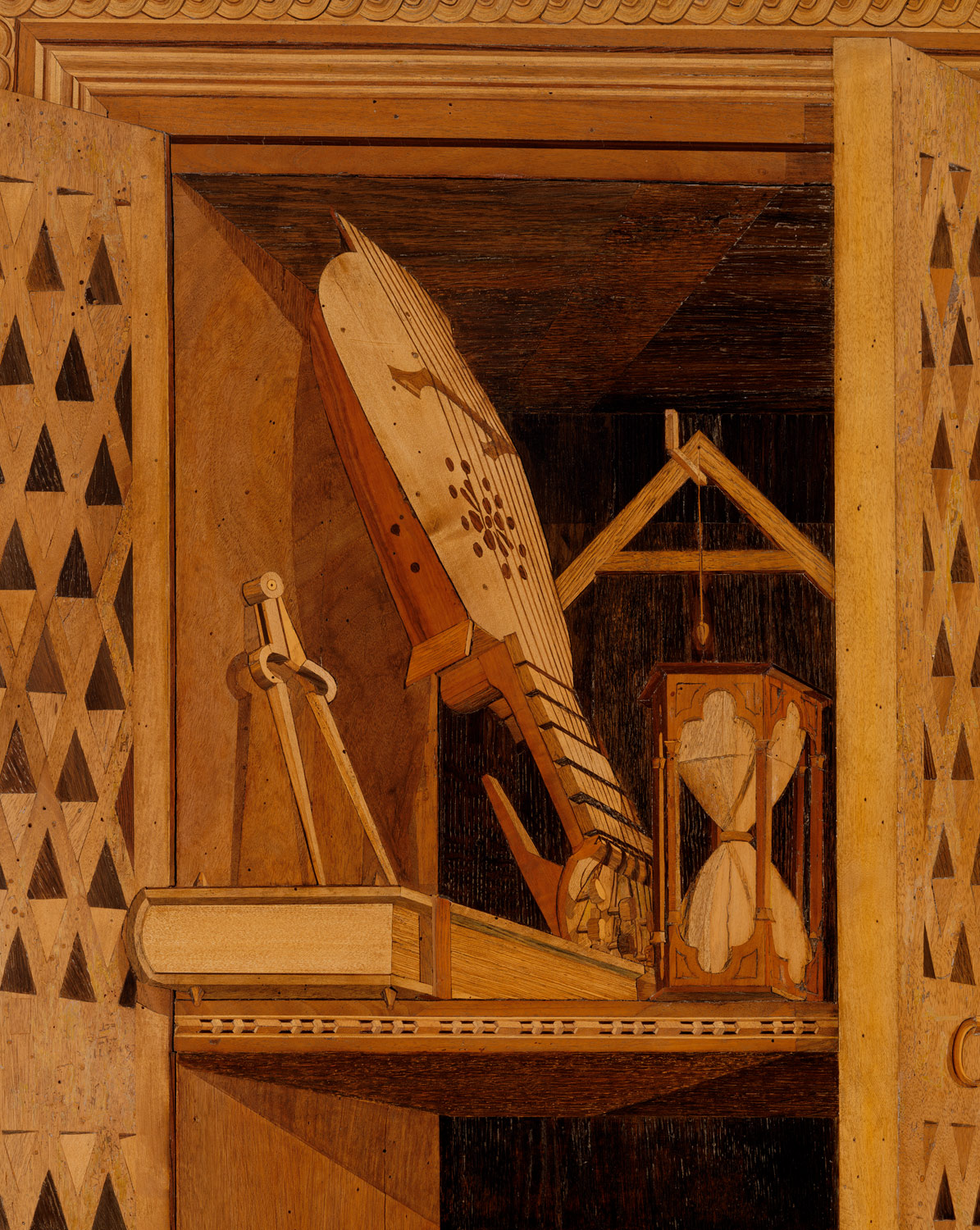
Деталь панно из Губбио
Стенные панели студиоло. Метрополитен-музей, Нью-Йорк
Плафон студиоло. Метрополитен-музей, Нью-Йорк

Прочное положение Франческо при дворе герцога обусловило прибытие туда других сиенских художников — Якопо Коццарелли и Джованни да Стефано, резчика по дереву Антонио Баррили, и, возможно, Пьетро Ориоли. Живописные портреты Федериго да Монтефельтро, созданные Франческо, неизвестны, однако он отлил медаль с портретом герцога.
В 1487 году, вернувшись в Сиену, художник работал над заказами, поступавшими из Сиенского собора. Кроме того, он получил большой заказ на оформление капеллы Бичи в церкви Сант-Агостино (1488—1494) Над этим проектом мастер работал вместе Лукой Синьорелли, который за несколько лет до того способствовал назначению Франческо руководителем строительства церкви Санта-Мария-делле-Грацие-аль-Кальчинайо в Кортоне. Для капеллы Бичи Франческо создал деревянную статую Святого Христофора, а Лука Синьорелли написал картины для центральной части алтаря и пределлы. Франческо ди Джорджо также проектировал и частично написал в этой капелле две фрески на боковых стенах, но закончены они были, по всей вероятности, его сотрудниками. В 1494 году он принял участие в создании серии картин с изображением великих мужей и женщин древности, бо́льшую часть которой приписывают руке Мастера истории Гризельды. Кроме двух этих художников в создании серии отметились Маттео ди Джованни, Нероччо де Ланди и Пьетро Ориоли. По всей вероятности Франческо участвовал только в начальной стадии этой серии, написав «Сципиона Африканского» (1494, Музей Барджелло, Флоренция).

Мадонна с Младенцем, святыми Иеронимом, Антонием Падуанским и двумя ангелами. 1469—1472. Дерево, темпера. Музей изящных искусств, Бостон

Последним его крупным произведением является созданная между 1490 и 1495 годами для церкви Сан-Доменико в Сиене большая алтарная картина «Рождество», на которой можно видеть двух ангелов, явно позаимствованных у Боттичелли, и пастухов, которых написал Бернардино Фунгаи.
Франческо ди Джорджо был похоронен 29 ноября 1501 года в сиенской церкви Оссерванца. Предназначенную для этой церкви картину «Срывание одежд с Христа» (1501 г., Сиена, Пинакотека), задуманную Франческо, дописывал молодой Бальдассаре Перуцци.
Кроме больших алтарных картин, художник создал множество «Мадонн с Младенцем». Произведения на эту тему он писал на протяжении всей своей жизни: «Мадонна с двумя ангелами» (1465—1470, Галерея Лоу, Коралл Гэйблз, Флорида), «Мадонна с Младенцем и святыми» (1469, Музей изящных искусств, Бостон), «Мадонна с двумя святыми» (1470, Пинакотека, Сиена), «Мадонна с Младенцем и ангел» (1471, Пинакотека, Сиена), «Мадонна с Младенцем» (1472, Пти Пале, Авиньон), «Мадонна с Младенцем, Святой Екатериной и ангелами» (1490, Музей Тиссена-Борнемисы, Мадрид).

## Архитектурные и инженерные рисунки
Рисунки Франческо ди Джорджо нельзя назвать второстепенным делом в оставленном им наследии. Его увлечения инженерией нашли отражение в многочисленных набросках разнообразных механизмов и машин, включая проекты вечного двигателя. Считается, что страстью конструирования он заразился от Мариано ди Якопо по прозвищу Таккола (1382 — ок. 1453). Не сохранилось никаких сведений о том, как идеи Такколы стали доступны Франческо ди Джорджо. По мнению одних, записки с рисунками Такколы попали в руки Франческо в начале 1470-х годов, когда он по контракту с сиенским правительством работал гидроинженером, но это было после смерти Такколы. По мнению других, он лично был знаком с Такколой, ещё подростком посещая сиенский Студиум (университет), где тот служил секретарём. Так или иначе, но на последних листах записной книжки Мариано Такколы с набросками механизмов «Об изобретениях» (De ingeneis), есть пометки, оставленные рукой Франческо.
Подобную же книгу набросков составил и сам Франческо ди Джорджо. 1475—1476 годами датируется сборник рисунков под названием «Заметки об архитектуре» (Opusculum de architectura), в самом начале которого имеется посвящение герцогу Урбино Федерико да Монтефельтро. В книге 81 страница из пергамена, многие из страниц исписаны с двух сторон. На них содержатся эскизы насосов, сифонов, водяных мельниц, лебёдок, стенобитных орудий, понтонных и других мостов, судов с колёсным ходом, военных кораблей и галер, подъёмных устройств, оружия, аппаратов для перемещения по воде и под водой, колёсных грузовых повозок, тягловых механизмов, методов подрыва мин, артиллерийских устройств, способов обороны гаваней, штурмовых лестниц, лафетов, планов крепостей и лабиринтов. Большинство этих набросков не вмещается в современное понятие «архитектура», однако Витрувий, далёкий древнеримский предшественник сиенского инженера, в своём труде по архитектуре обсуждал подобные устройства, и Франческо всего лишь следовал ему. Большинство рисунков книги не принадлежит руке Франческо ди Джорджо, но сделано его помощником. Многие механизмы из книги основаны на идеях Такколы. Копии машин Такколы и переводы с латыни фрагментов из его труда «De ingeneis» содержатся и в другом сборнике набросков механизмов принадлежавшем Франческо, карманного формата книжке «Codicetto» (уменьшительная форма от итал. codice — кодекс, то есть «малый кодекс»), составленной в 1470—1490 годах.

## Рисунки сборника «Заметки об архитектуре» (Opusculum de architectura). 1475—1476

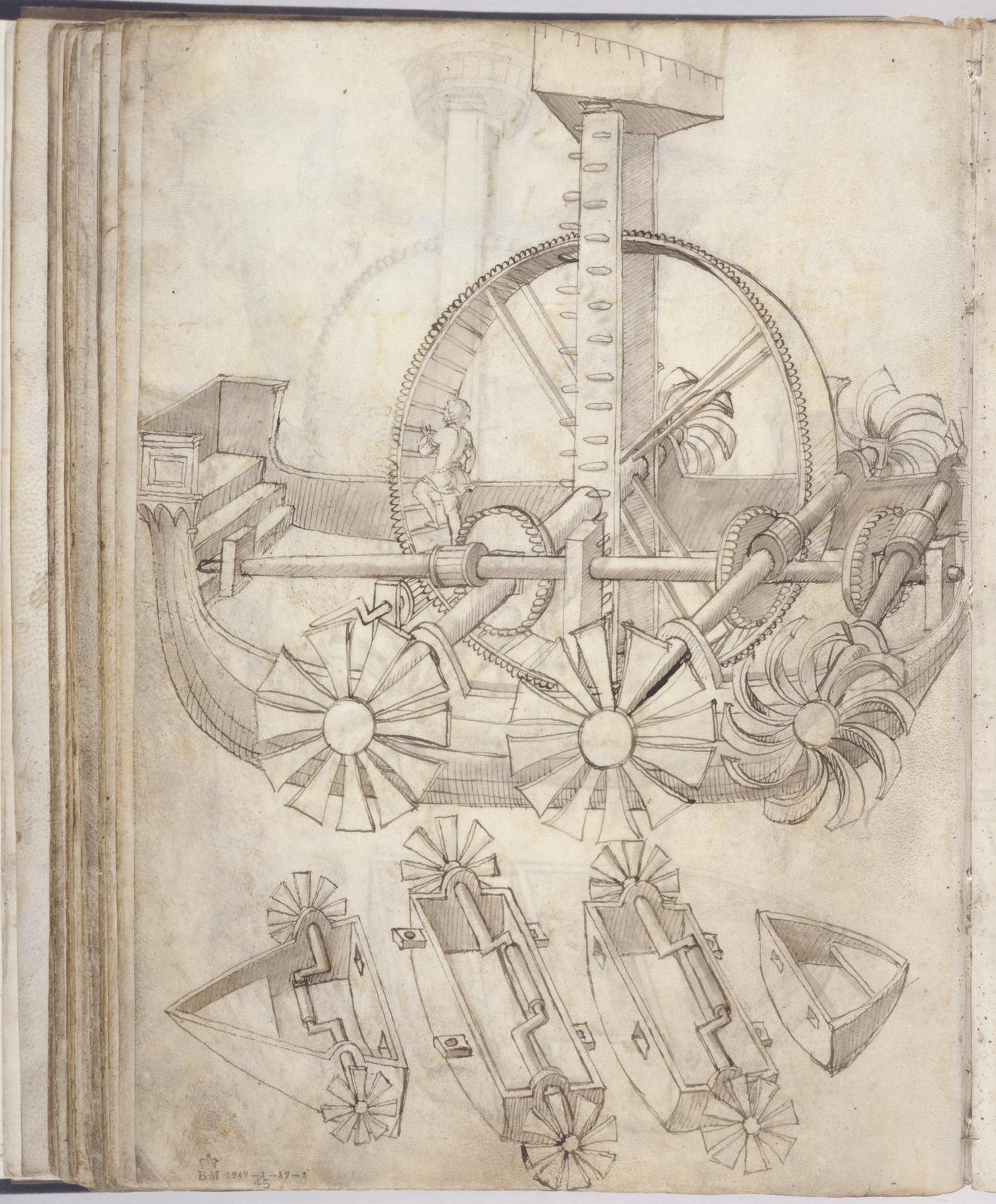
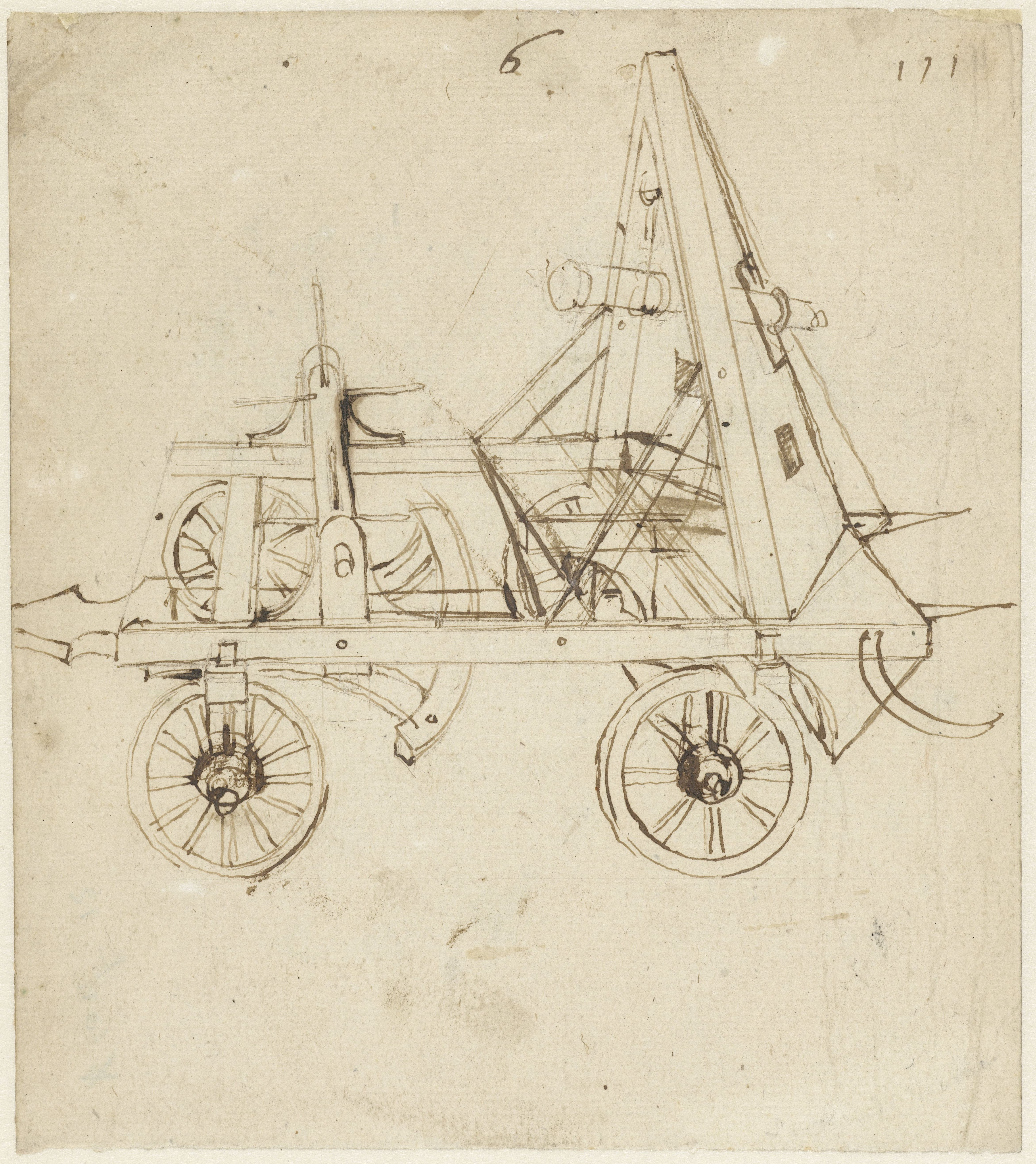
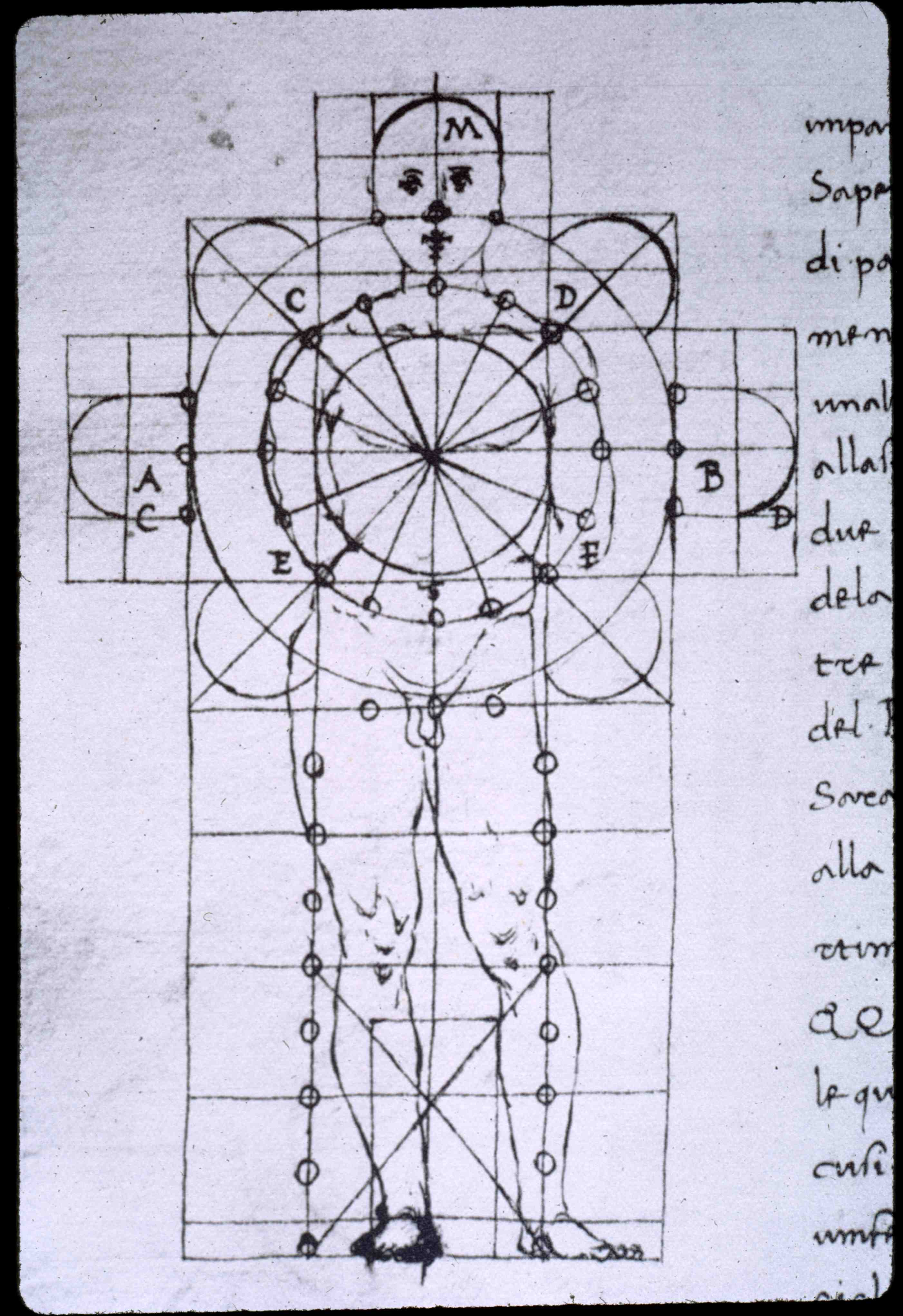
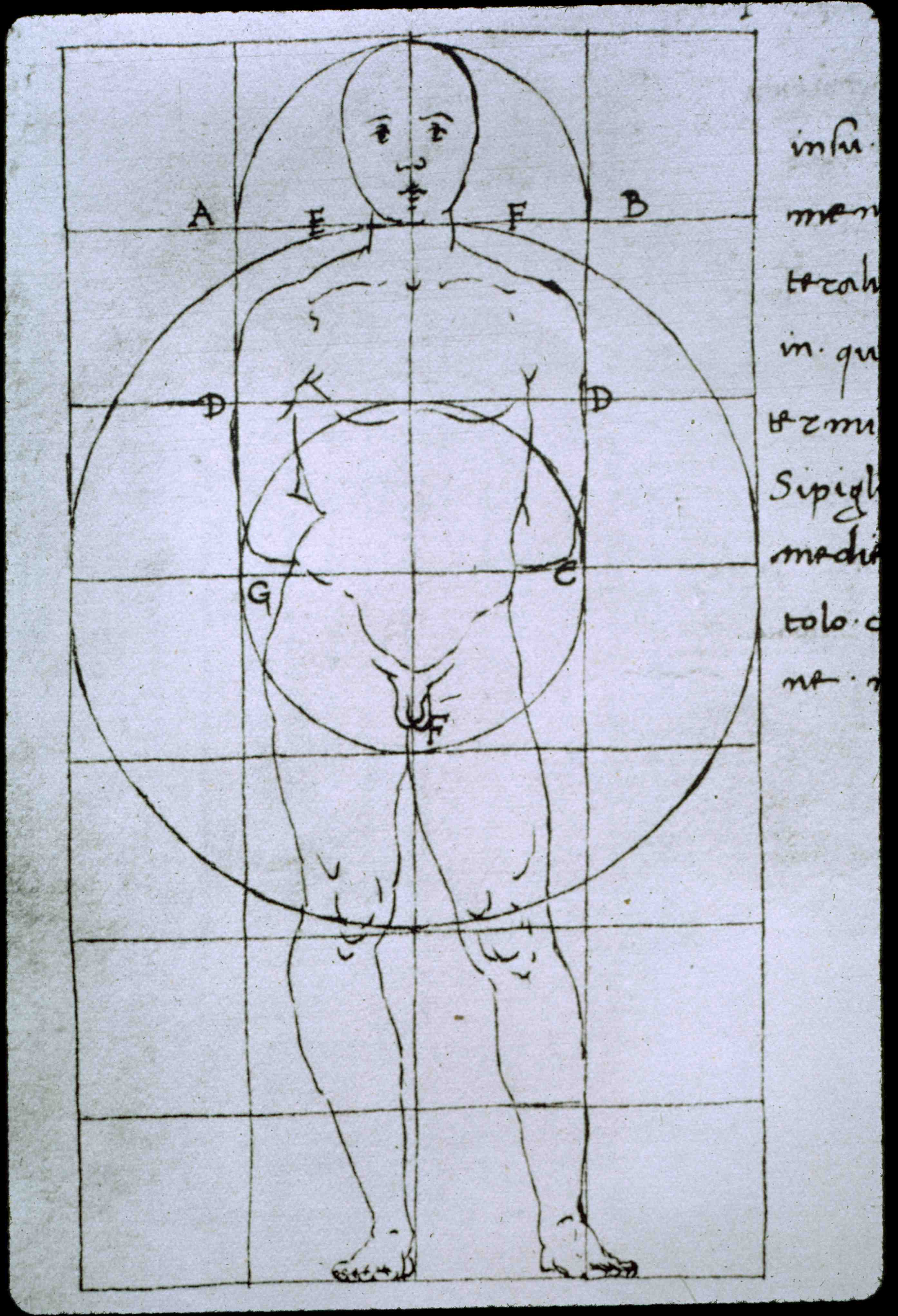
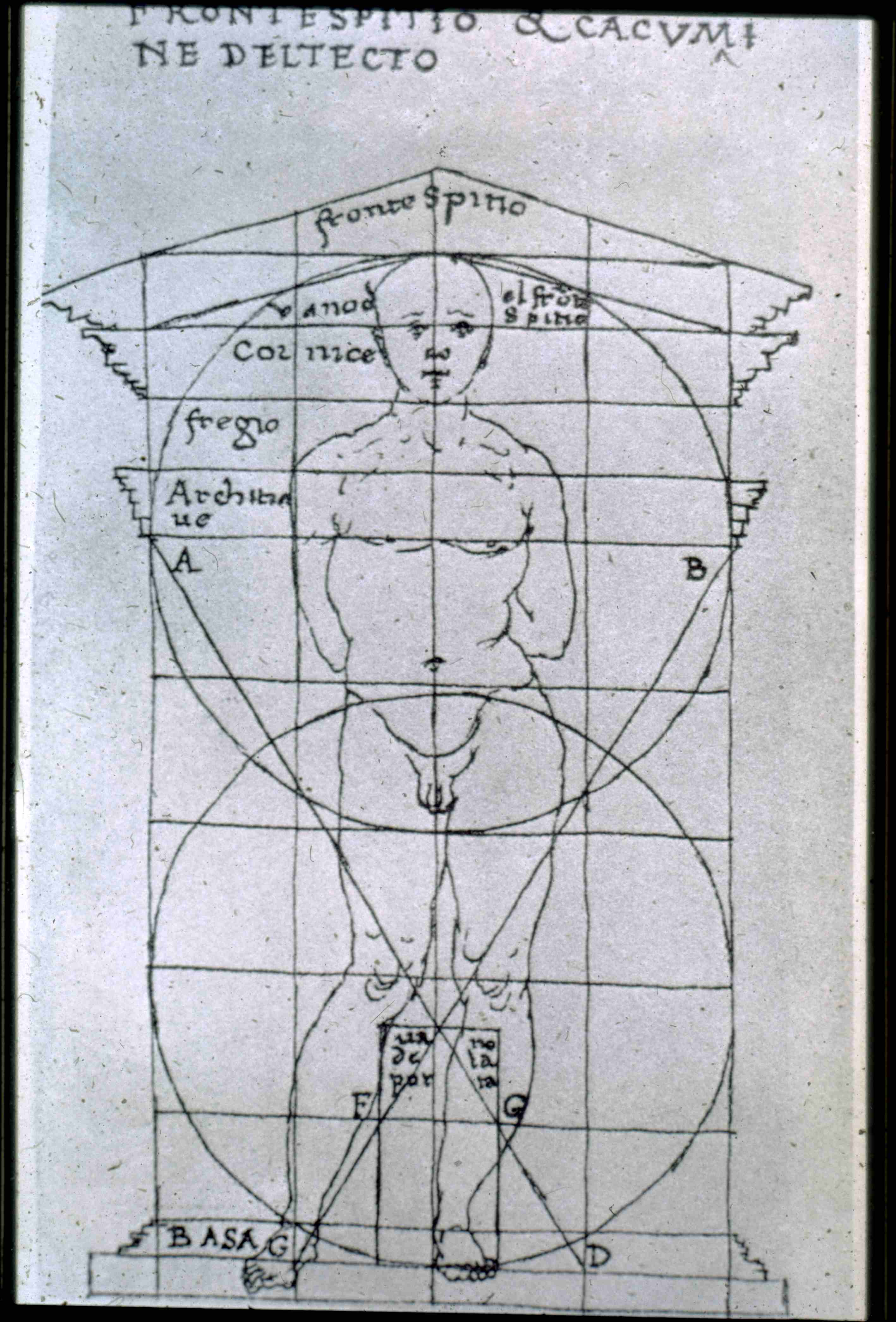
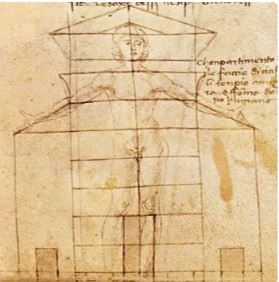
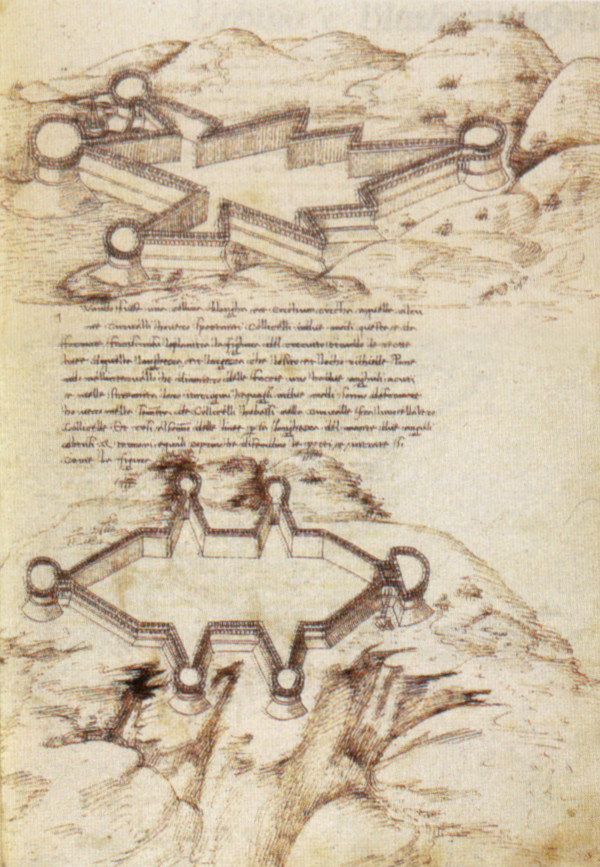

## Краткая библиография
- P. Galuzzi. Prima di Leonardo. Cultura delle macchine a Siena nel Rinascimento. Milano, 1991.
- F.P. Fiore, M. Tafuri. Francesco di Giorgio architetto. Siena-Milano. 1993.
- L. Bellosi. Francesco di Giorgio e il Rinascimento a Siena. Siena-Milano.1993.
- Джорджо Вазари. Жизнеописания наиболее знаменитых живописцев, ваятелей и зодчих. М. Терра. 1996. т. II
- L. Syson. Renaissance Siena. Art for a City. NGCL, London, 2007.